# Mayka Ortega Eguiluz
Mayka Ortega Eguiluz (Ciudad Sahagún, Hidalgo, México; 26 de abril de 1973) es una socióloga mexicana, miembro del Partido Revolucionario Institucional y es Secretaria de Desarrollo Social del  Estado de Hidalgo.

## Biografía
Nació el 26 de abril de 1973 en Ciudad Sahagún, una ciudad industrial ubicada en el municipio de Tepeapulco en el Estado de Hidalgo, México. 
Recibió su título de licenciada en Sociología con especialidad en Política  por la Universidad Autónoma Metropolitana. Cuenta con maestría en Gestión Pública por la Universidad Carlos III de Madrid, España.
Está casada, con dos hijos (Fabricio y Santiago Carrasco Ortega) y actualmente reside en Pachuca, Hidalgo.

## Experiencia Profesional
Ha cursado diferentes diplomados en distintas áreas como: Mediación - Conciliación, Dirección y Gestión Pública, Mercadotecnia Política y Gobierno Municipal.
También ha tomado Seminarios en:
- Derecho Constitucional en la Universidad Obrera de México.

- Arbitraje y Mediación en la Universidad de La Habana, Cuba.

- Justicia Alternativa por el Instituto Nacional de Ciencias Penales.

- Política Social Integral en SEDESOL.

## Actividad Docente
Ha impartido cátedra en el Instituto Tecnológico y de Estudios Superiores de Monterrey (ITESM) Campus Hidalgo en las materias de:
- Economía
- Estado y Ética Ciudadana

## Carrera Laboral
Actualmente es la Secretaria de Desarrollo Social del Estado de Hidalgo desde enero de 2015, donde promueve el desarrollo de la sociedad, que requieran los sectores productivos del Estado, en coordinación con las dependencias y entidades de la Administración Pública Estatal.
Anteriormente fue:
- Secretaria del Trabajo y Previsión Social Estado de Hidalgo desde 2011 hasta el 2015.
- Asesora de la diputada federal Alma Carolina Viggiano Austria desde el 2009 hasta el 2011.
- Directora general de Justicia Alternativa en el Estado de Hidalgo desde el 2007 hasta el 2009.
- Directora general de Programas de Atención a Indígenas desde el 2001 al 2007.
- Secretaria Técnica de la Secretaria de Desarrollo Social en el 2001.
- Directora de Programas Sociales en el 2000.
- Encargada de los Comités de Planeación para el Desarrollo Municipal de 1998 a 1999.
- Encargada del Departamento de Programación de 1997 a 1998.
- Encargada del Departamento del Programa de Desarrollo Huasteca Hidalguense de 1996 a 1997.